# DVD 무비컬렉션
《DVD 무비컬렉션》은 2003년에 방영되었던 ITV 경인방송의 영화 정보 프로그램이다.

## 역대 MC
- 우연석